# یونکرس اف.۱۳
یونکرس اف. ۱۳ اولین هواپیمای ترابری تمام فلزی در جهان است که در پایان جنگ جهانی اول در آلمان طراحی و تولید شد.یونکرس اف. ۱۳ یک هواپیمای تک باله با بال‌های کنسولی بود، دارای فضای جداسازی شده برای چهار مسافر و یک کابین خلبان باز با دو صندلی بود. ۳۲۲ نمونه از این هواپیما تولید شد که تعداد فوق‌العاده‌ای برای هواپیماهای تجاری آن دوران بود و در سرتاسر جهان مورد استفاده قرار گرفت. در اوایل دهه ۱۹۲۰، بیش از یک سوم ترافیک هوایی را به خود اختصاص داده بود. سیزده سال در تولید و بیش از سی سال در خدمات تجاری باقی ماند. نسخه‌های زیادی از جمله هواپیماهای آب‌نشین برای فرود در آب، اسکی، هواپیمای پستی و موتورهای مختلف وجود داشت. چندین مورد در حالت‌های مختلف در موزه‌ها باقی مانده‌اند و یک ماکت از این نوع در دهه ۲۰۱۰ مجدداً تولید شده و تقریباً یک قرن پس از اولین پرواز آن، بار دیگر به پرواز درآمد.

## طراحی و توسعه

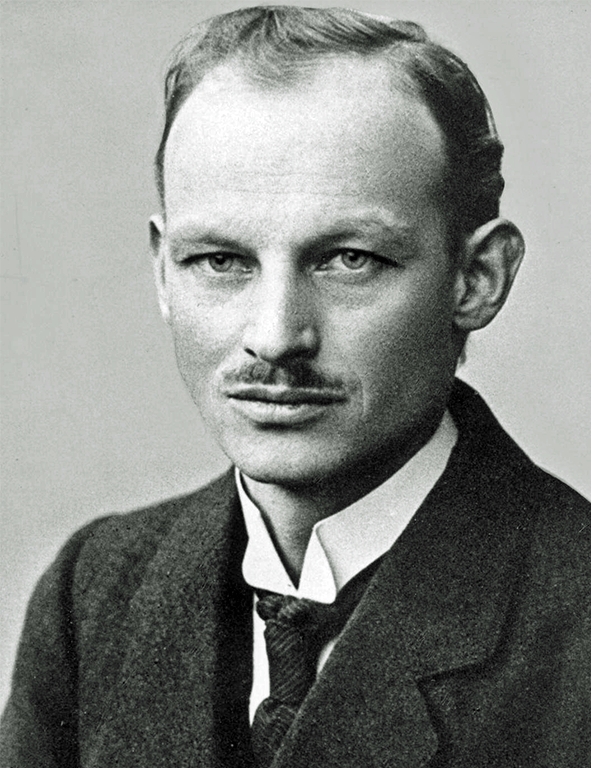
اتو رویتر طراح هواپیمای یونکرس اف. ۱۳ در سال ۱۹۲۱

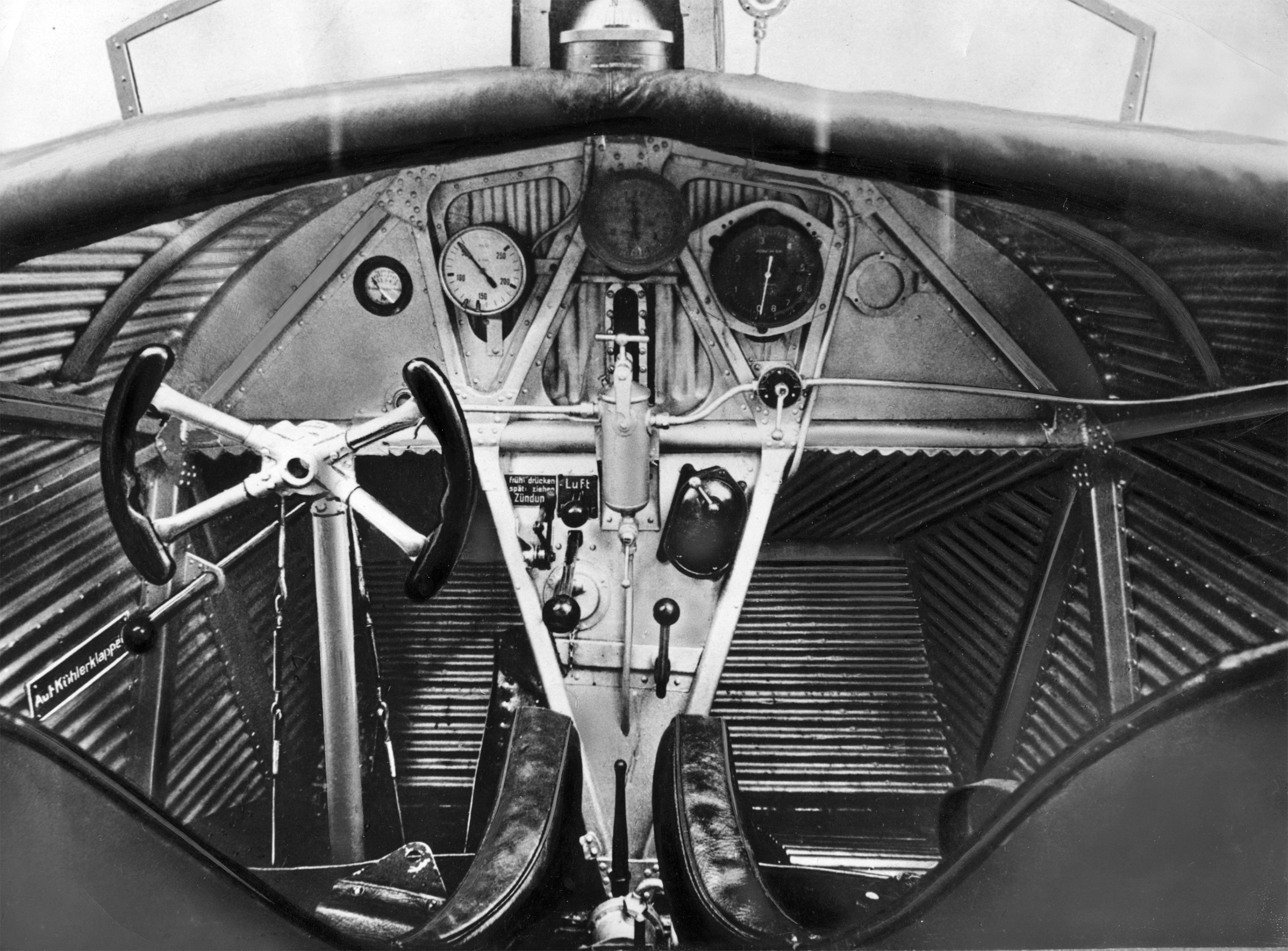
کابین خلبان اف. ۱۳

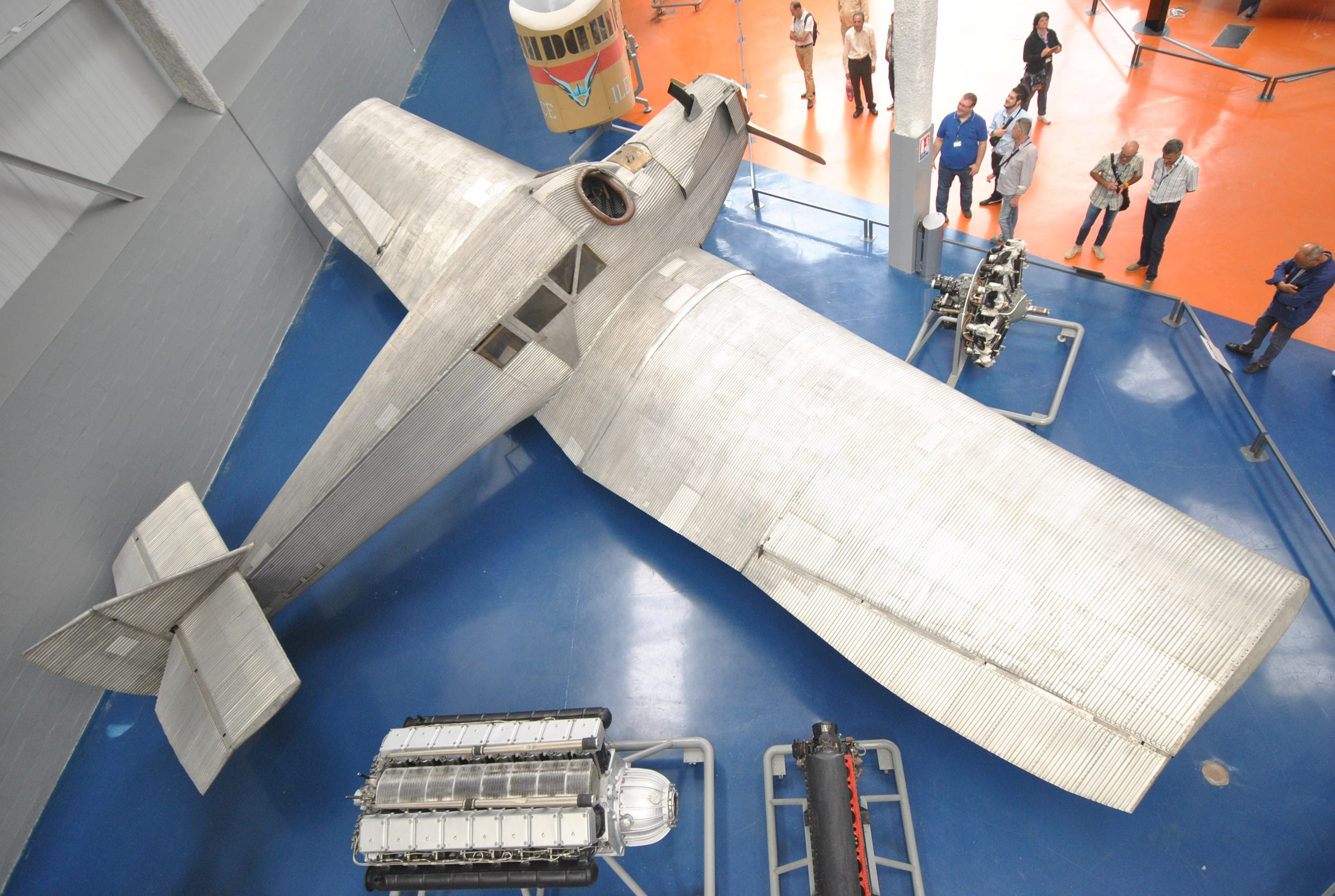
نمای یونکرس اف. ۱۳ از بالا در موزه هوانوردی فرانسه

یونکرس اف. ۱۳ در زمان تولید، یک هواپیمای بسیار پیشرفته بود، یک هواپیمای تک بال، تمام فلزی و از نظر آیرودینامیک بسیار خوب بود. این اولین هواپیمای مسافربری تمام فلزی جهان و اولین هواپیمای تجاری یونکرس بود.
حرف F به معنای Flugzeug (در زبان آلمانی به معنی هواپیما) است. اولین هواپیمای یونکرس بود که از این سیستم نامگذاری، استفاده نمود. نامگذاری قبلی یونکرس آن را J 13 می‌نامیدند. هواپیماهای ساخت روسیه از نام Ju 13 استفاده می‌کردند.
مانند تمام طرح‌های یونکرس با ساختار دورالومین، از یوت-۷ در سال ۱۹۱۸ گرفته تا یو ۴۶ در سال ۱۹۳۲، (حدود ۳۵ مدل)، ساختاری از آلیاژ آلومینیوم (دورآلومین) داشت که به‌طور کامل با پوسته خاص موجدار تحت تنش یونکرس که از جنس دورالومین بود، پوشانیده شده بود. در داخل، بال بر روی ۹ اسپار دورالومینی با مقطع دایره ای با مهاربندی عرضی ساخته شده بود.
تمام سطوح کنترل باشاخ کنترل بودند.
پشت تنها موتور هواپیما یک کابین خلبان نیمه بسته برای خدمه، مسقف اما بدون شیشه‌های جانبی قرار داشت. هواپیما دارای یک کابین سرپوشیده و گرم برای چهار مسافر با در و پنجره بود. برای صندلی‌های مسافران کمربند ایمنی تعبیه شده بود که برای آن زمان غیرمعمول بود. اف. ۱۳ دارای ارابه فرودی متعارف ثابت، و متمایل به عقب بود، اگرچه برخی از انواع آن دارای شناور یا اسکی بودند.
اولین پرواز اف. ۱۳ در ۲۵ ژوئن ۱۹۱۹انجام شد. پیشرانه این هواپیما یک دستگاه موتور خطی آب خنک مرسدس دی.۳ به قدرت ۱۲۷ کیلووات (۱۷۰ اسب بخار) بود. اولین هواپیماها دارای بال با دهانه و مساحت بیشتری بودند و به موتور قدرتمندتر خطی آب خنک از نوع ب‌ام‌و ۳آ به قدرت ۱۴۰ کیلووات (۱۸۵ اسب بخار) مجهز بودند.
بسیاری از انواع با استفاده از موتورهای خطی مرسدس، بی‌ام‌و، یونکرس و آرمسترانگ سیدلی پوما و موتورهای شعاعی هوا خنک بریستول ژوپیتر وپرت اند ویتنی آر-۱۶۹۰ هورنت ساخته شدند. انواع گوناگون با یک کد دو حرفی متمایز می‌شدند، حرف اول نشان دهنده بدنه هواپیما و دومی پیشرانه آن است.
یونکرس‌های با موتور L5 همگی حرف دوم -e در نامشان بودند، بنابراین نوع -fe بدنه بلند -f بدنه با موتور L5 بود.
یونکرس اف-۱۳ پایه و اساس توسعه هواپیماهای یونکرس و ۳۳ و یونکرس و ۳۴ بود.

## تاریخچه کاربری

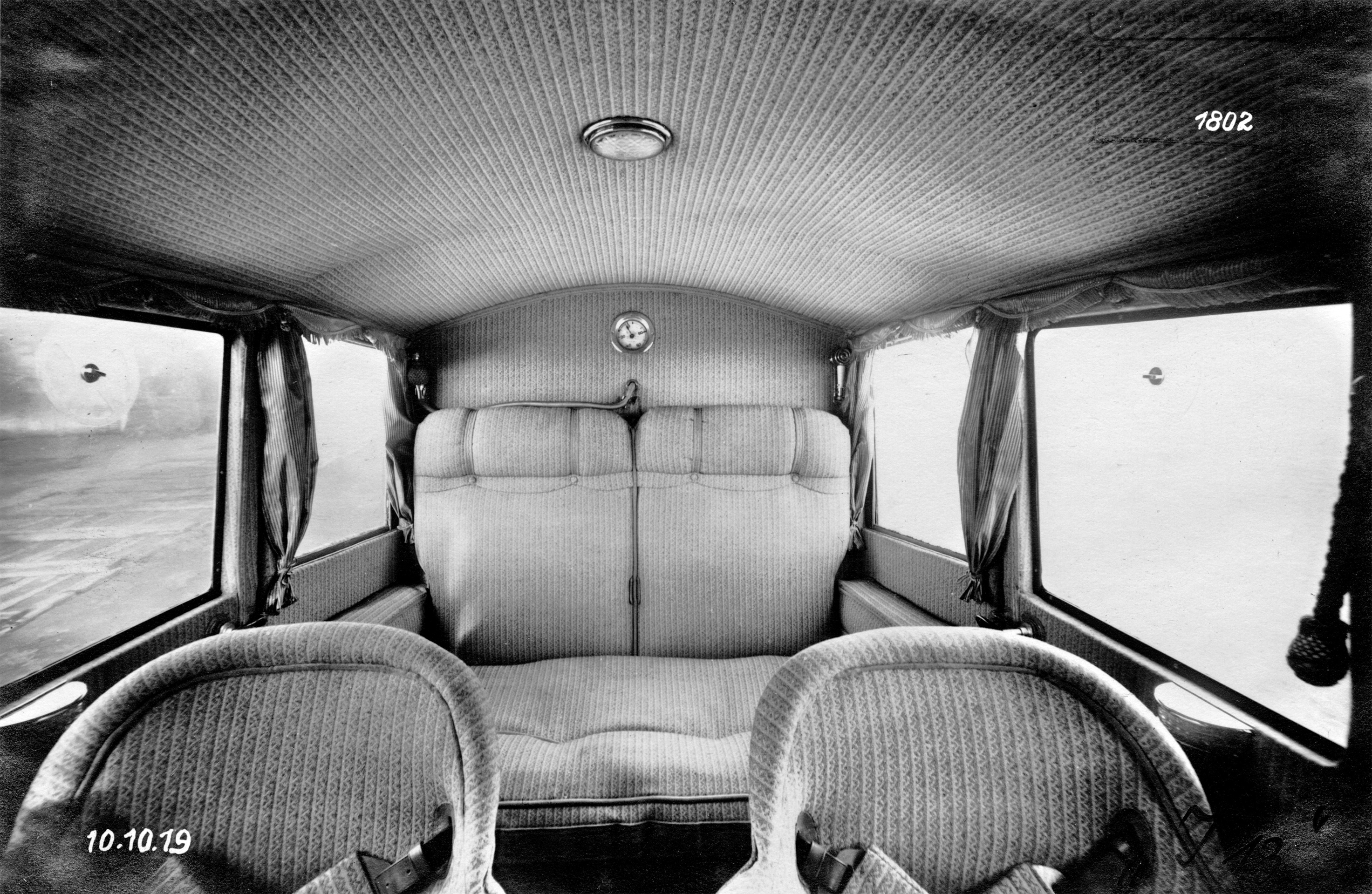
کابین مسافران اف. ۱۳

یک فروند هواپیمای یونکرس بر فراز تهران (اثر والتر میتل‌هولتسر حوالی سال ۱۳۰۳)

تمامی سازندگان هواپیماهای غیرنظامی بلافاصله پس از جنگ جهانی اول با رقابت تعداد بسیار زیادی از هواپیماهای جنگی مازادی، همانند دی‌اچ.۹ که ممکن بود با تغییراتی به رقیای ارزان قیمتی تبدیل شوند، مواجه شدند.
سازندگان آلمانی با توجه به محدودیت‌های اعمال شده توسط کمیسیون کنترل هوانوردی بین متفقین که تولید هواپیماهای جنگی و هر گونه هواپیما را در طی سالهای ۱۹۲۱ الی ۱۹۲۲ ممنوع کرده بود، دارای مشکلات بیشتری بودند.
یونکرس در سال ۱۹۱۹ سفارش‌های خارجی را از اتریش، لهستان و ایالات متحده و در سالهای بعد از SCADTA (کلمبیا) و اداره پست ایالات متحده سفارشات خود را دریافت نمود.
هواپیمای جان لارسن در ایالات متحده یک مجوز تولید را خریداری نموده و تولیدت‌های آنها JL-6 نامگذاری شدند. در سال ۱۹۲۲ فروش در انگلستان، فرانسه ایتالیا و ژاپن تیز وجود داشت.
اف. ۱۳ یک هواپیمای غیرنظامی بسیار محبوب بود و تخمین زده می‌شود که در اوایل دهه ۱۹۲۰، ۴۰ درصد از ترافیک هوایی جهان را جابه‌جا می‌کرد.
در بولیوی اولین هواپیمای خط (LAB) Lloyd Aéreo Boliviano
اف. ۱۳ بود و اولین پرواز آن در ۲۳ سپتامبر ۱۹۲۵ از کوچابامبا انجام شد.
در سال ۱۹۲۱، یونکرس برای تشویق خطوط هوایی آلمان به خرید اف. ۱۳، خط هوایی خود را به نام Junkers Luftverkehr AG راه اندازی نمود و تا سال ۱۹۲۳ با ۶۰ فروند از این هواپیما پرواز می‌کرد. همچنین شعبه ای از این شرکت هواپیمایی در ایران را تأسیس نمود.
سایر تکنیک‌های بازاریابی، مانندارائه اف. ۱۳ با واسپاری (لیزینگ)‌های ارزان قیمت یا وام‌های بدون بهره، چنان تأثیری در فروش داشت که حدود ۱۶ کاربر اپراتور در سراسر اروپا با آن‌ها پرواز می‌کردند.
هنگامی که Junkers Luftverkehr در سال ۱۹۲۶ در لوفت هانزا ادغام شد، ۹٫۵ میلیون مایل توسط آنها طی شده بود.
خود لوفت هانزا در سال ۱۹۲۸، ۵۵ فروند اف. ۱۳ خرید و از آنها در ۴۳ مسیر داخلی استفاده می‌نمود. حتی در سال ۱۹۳۷، هواپیماهای اف .۱۳ بیش از ۵۰ پرواز در هفته را در چهار مسیر انجام می‌دادند. و سرانجام در سال ۱۹۳۸ از خدمت خارج شدند.
بیشتر اف-۱۳های تولید شده قبل از پایان تولید در سال ۱۹۳۲، در کارخانه یونکرس در دسائو ساخته شدند.
در طول دوره دشوار ۱۹۲۱ الی ۱۹۲۳، تولید به کارخانه‌های یونکرس در دانتسیگ (گدانسک فعلی) و روال (تالین فعلی) انتقال یافت.
در سالهای ۱۹۲۲–۱۹۲۳، هوگو یونکرس قراردادی را با اتحاد جماهیر شوروی امضا نمود تا این هواپیما در کارخانه شوروی در فیلی در نزدیکی مسکو تولید شود، که به نام "کارخانه شماره ۲۲" شناخته شد. برخی از این هواپیماها در خطوط هوایی شوروی و برخی در خدمت ارتش سرخ به کارگرفته شدند.
تعدادی کاربر نظامی دیگر نیز وجود داشتند. نیروی هوایی کلمبیا از اف. ۱۳ (و هواپیماهای توسعه یافته از آن و ۳۳، و ۳۴ و کا ۳۴) به عتوان بمب افکن در جنگ کلمبیا-پرو در سالهای ۱۹۳۲ تا ۱۹۳۳ استفاده کرد. در جمهوری چین اف. ۱۳های تبدیل شده به بمب‌افکن شناسایی بمب افکن‌های جاسوسی را تا رویداد ۲۸ ژانویه پرواز می‌کردند، زمانی که آنها توسط ژاپنی‌ها همراه با کارخانه هواپیماسازی شانگهای منهدم شدند. تعداد محدودی نیز توسط نیروی هوایی ترکیه پرواز کردند.
یکی از ویژگی‌هایی که اف. ۱۳ را در سطح بین‌المللی محبوب کرد، سهولت تبدیل ارابه فرود آن به شناور بود. در طول سال‌های شکل‌گیری هوانوردی تجاری، حجم‌های آبی مانند رودخانه‌ها، دریاچه‌ها، دریاها و اقیانوس‌ها بیشتر از باند فرود و فرودگاه‌های غیرنظامی در بسیاری از نقاط جهان بود، بنابراین هواپیماهای آب‌نشین رایج و حتی در برخی مکان‌ها مفیدتر از هواپیمای معمولی بود. جدا از اضافه نمودن شناورها، تغییرات کمی برای این تبدیل مورد نیاز بود. با این حال، پیکربندی متفاوت می‌توانست باعث ایجاد مشکلاتی در کنترل جهت شود، بنابراین در برخی از مدل‌ها سکان برای جبران این امر افزایش یافت.
از زمان معرفی یونکرس اف. ۱۳ در سال ۱۹۱۹، بیش از سی سال در خدمت بودند. آخرین اف. ۱۳ تجاری در سال ۱۹۵۱ در برزیل بازنشسته شد.

## تاریخچه هواپیمای یونکرس اف-۱۳ در ایران

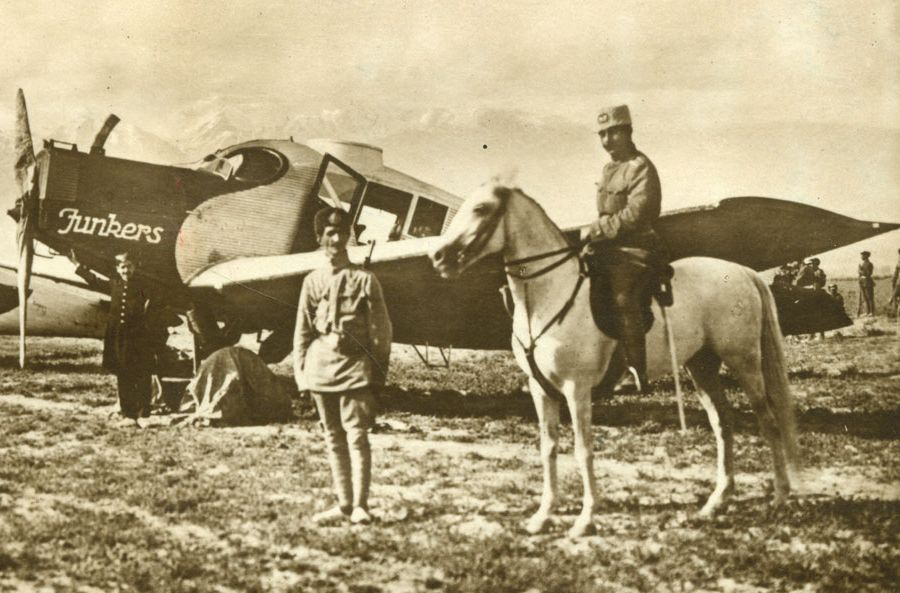
یونکرس اف. ۱۳ در فرودگاه قلعه‌مرغی در تهران

در سال ۱۳۰۱ خورشیدی، دفتر هواپیمایی که تحت امر ارکانحرب کل قشون فعالیت می‌کرد، به منظور خرید هواپیما، تعلیم پرسنل، و ایجاد یک مدرسه هوایی با ایالات متحده آمریکا وارد گفت و گو شد که به نتیجه مثبتی نرسید و دولت ایران در همان سال، اولین هواپیمای خود را از شرکت یونکرس خرید. هواپیمای مذکور یونکرس اف. ۱۳ نام داشت و پس از ورود به ایران در قلعه مرغی نگه داری می‌شد. خلبان و مکانیسین آلمانی آن هم به‌طور قراردادی از طرف ارتش ایران استخدام شده بودند.
چندی بعد این شرکت توانست با واردکردن چند هواپیمای یونکرس، امتیاز پُست هوایی ایران و ایجاد خطوط پروازی بین شهرهای تهران، مشهد، شیراز، انزلی و بوشهر را به مدت هفت سال از دولت ایران بگیرد. همچنین در روزهای تعطیل اهالی تهران را در فرودگاه دوشان تپه در اطراف شهر پرواز می‌داد.
دفتر هواپیمایی قشون در ادامه فعالیت خود برای خرید هواپیما، به دلیل عدم توانایی مالی دولت، وجوهی را از مردم دو استان شمالی گیلان و مازندران جمع کرده و در بهار ۱۳۰۲ خورشیدی دو فروند هواپیمای دیگر از شرکت یونکرس خرید، یک فروند آن یونکرس اف. ۱۳ و دیگری
یونکرس آ-۲۰ بود که هواپیمای تهاجمی محسوب می‌شد. هواپیماها پس از رسیدن به تهران به ترتیب یونکرس اف. ۱۳ گیلان و یونکرس آ-۲۰ مازندران نام گذاری و در فرودگاه قلعه مرغی مستقر شدند.

## بازگشت به تولید ۲۰۰۹ الی ۲۰۱۹

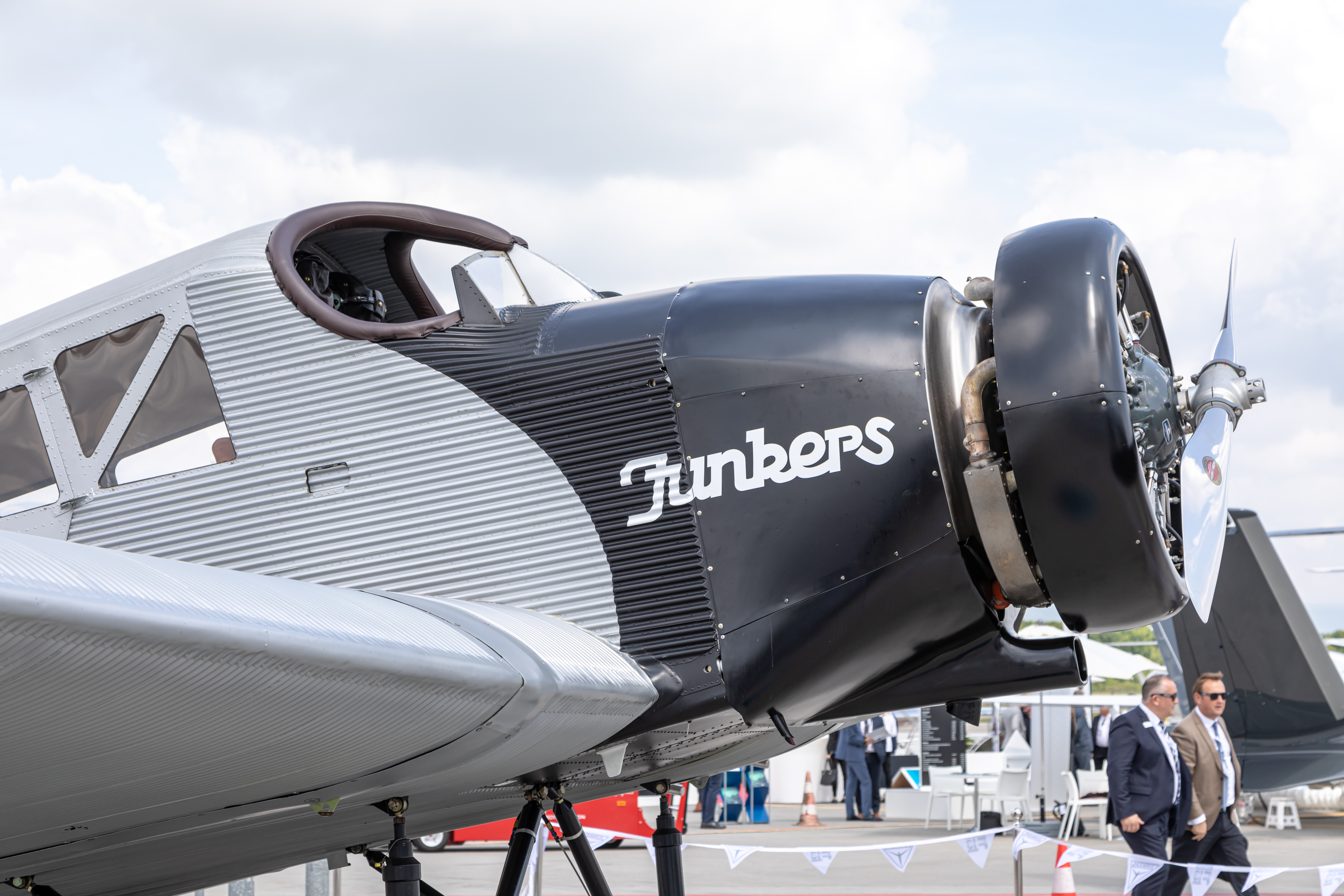
دماغه کپی اف. ۱۳، سال ۲۰۱۹

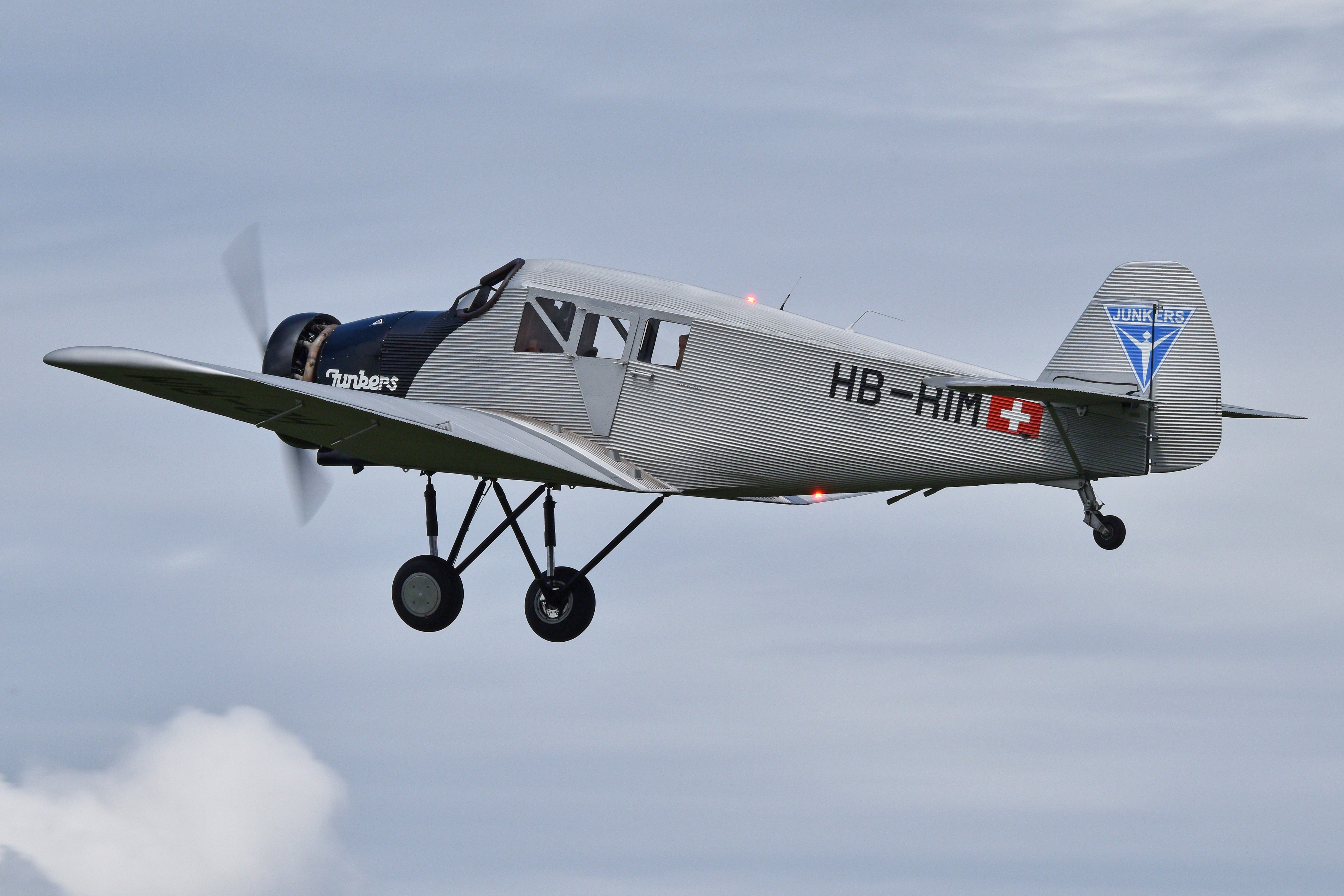
یکی از کپی‌های جدید یونکرس اف. ۱۳

یک پروژه آلمانی-سوئیسی برای بازسازی اف. ۱۳ در سال ۲۰۰۹ آغاز شد. اولین پرواز در سپتامبر ۲۰۱۶ انجام شد.
هواپیمای بازسازی مجهز به رادیو و یک ترانسپوندر است و از موتور پرت اند ویتنی آر-۹۸۵ واسپ ۱۹۳۰ استفاده می‌کند، اما به غیر از این موارد، تا حد امکان به نسخه اصلی نزدیک است. سایر هواپیماهای بازسازی‌های شده، قرار است به قیمت هر یک ۲٫۵ میلیون دلار به فروش برسند.
شرکت Junkers Flugzeugwerke (SD303)، برای احترام به دستاوردهای هوگو یونکرس یونکرس اف. ۱۳ را به عنوان یک هواپیمای کاملاً جدید احیا کرده است. این شرکت اف. ۱۳ را در سال ۲۰۱۶ و در (انجمن هوانوردی تجاری اروپا EBACE)، به یاد اولین پرواز این نوع در ۱۰۰ سال پیش، تکمیل نمود. این مدل برای خرید در دسترس است و سه مدل دیگر، نیز در حال ساخت هستند. کار بر روی دومین و سومین هواپیما در طول سال ۲۰۱۹ در حال انجام بود، برای اولین پرواز هواپیمای شماره دو برای اوایل تابستان همان سال برنامه‌ریزی شده بود.
کپی اف. ۱۳ اولین پرواز خود را در ۱۵ سپتامبر ۲۰۱۶ انجام داد که اوج سال‌ها تلاش حامیان این پروژه بود.
این کپی از نقشه‌های اصلی اولیه و همچنین یک اسکن لیزری از مدل موجود در موزه هوا و فضا، در لو بورژه پاریس ساخته شده است. این ماکت دارای ۲٬۶۰۰ قطعه و ده‌ها هزار پرچ است و پیشرانه آن موتور شعاعی Wasp است.

## نمونه‌های بازمانده

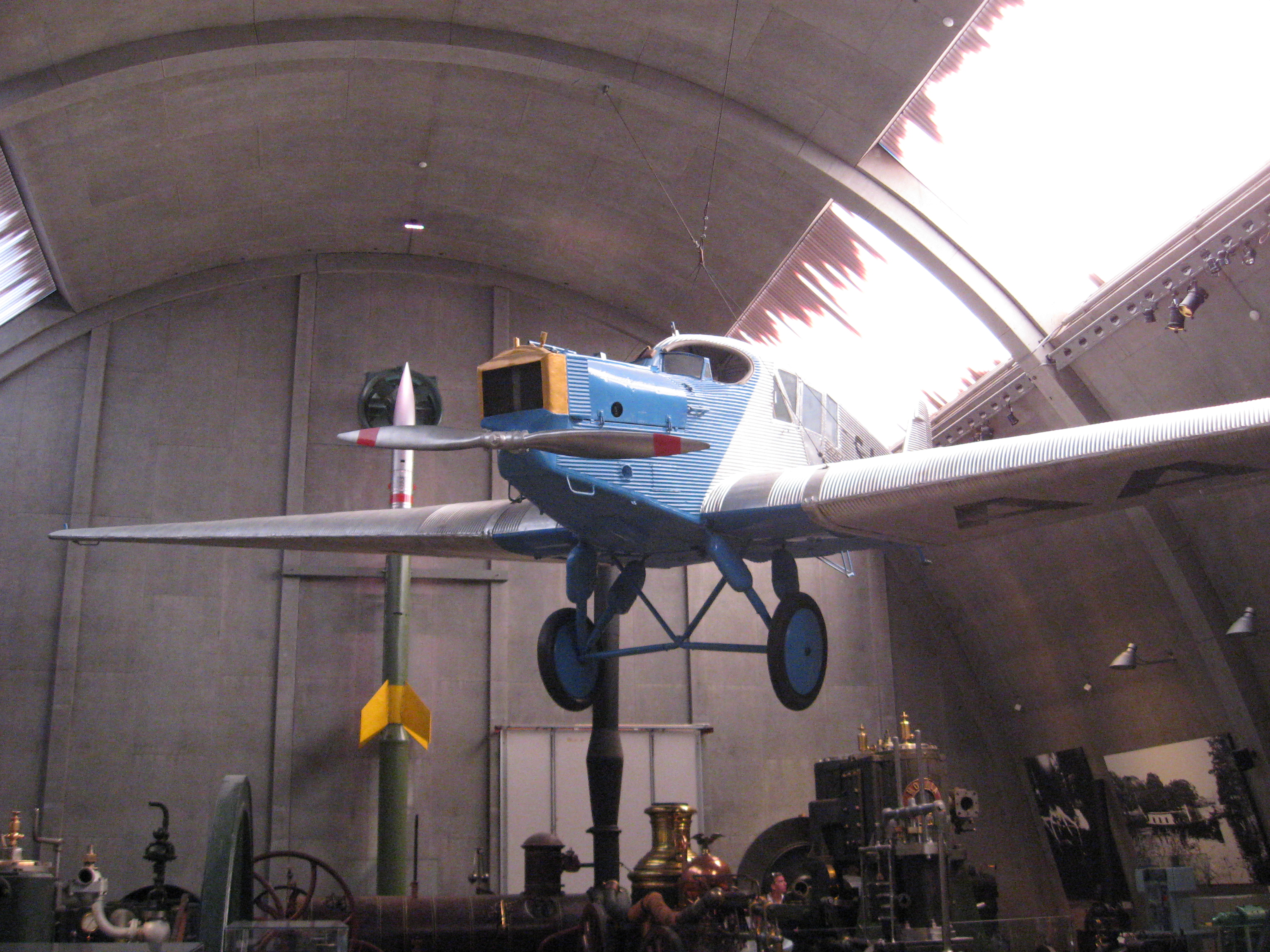
شماره سریال ۷۱۵ درموزه ملی علم و فناوری سوئد. قبلاً تا سال ۱۹۲۴ با شناسه (D-343)در خط هوایی Junkers Luftverkehr و سپس تا ۱۹۳۵ با شناسه (SE-AAC) در خط ای‌بی ائروترانسپورت پرواز کرده بود

پنح نمونه بازمانده از هواپیمای اف. ۱۳ در تمامی موزه‌ها موجود است.
هواپیمای به نمایش گذاشته شده است
- موزه هوا و فضا در فرودگاه پاری – لو بورژه در پاریس، فرانسه[۱۲][۱۳]
- موزه آلمان در مونیخ، آلمان[۱۴]
- موزه حمل و نقل در بوداپست، مجارستان،[۱۵]
- هواپیمای با شناسه‌های قبلی SE-AAC و D-343, موزه ملی علم و فناوری سوئد، در استکهلم، سوئد،[۱۶]
- یادواره توماژ باتا در، زلین، جمهوری چک،[۱۷]

در انبار یا تحت بازسازی

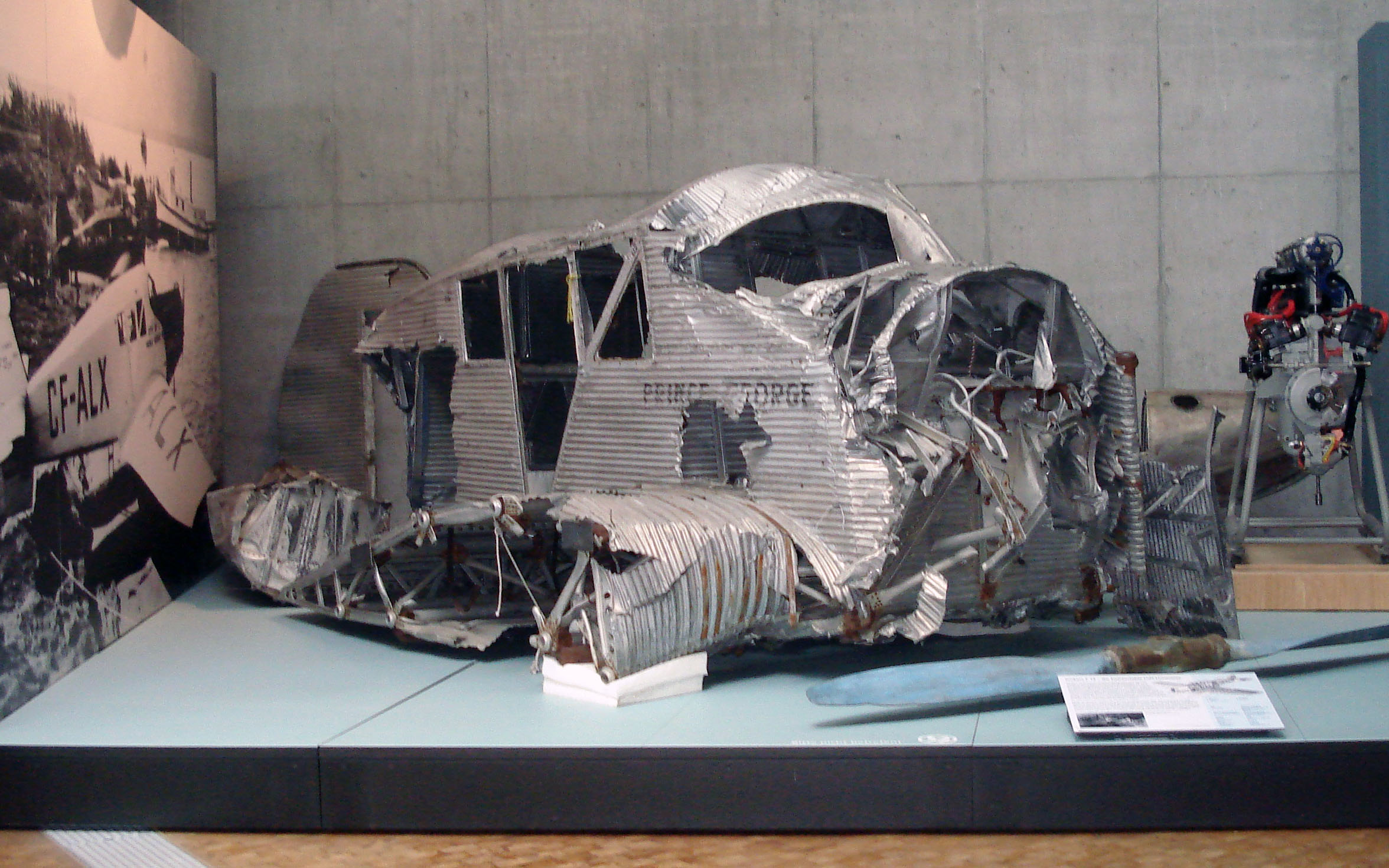
اف. ۱۳ باقی مانده از کانادا در موزه فن آوری آلمان در برلین

- موزه فن آوری آلمان در برلین، آلمان، (این نمونه آسیب دیده است)

## مشخصات (اف. ۱۳)
داده‌ها از Wagner 1996 p.155 & Turner 1971 p.20
ویژگی‌های عمومی
- خدمه: دو
- ظرفیت: چهار مسافر یا ۶۸۹ کیلوگرم (۱٬۵۱۹ پوند) بار
- طول: ۹٫۵۹ متر (۳۱ فوت ۶ اینچ) :::F 13fe: ۱۰٫۵۰ متر (۳۴ فوت)
- پهنای بال: ۱۴٫۸ متر (۴۸ فوت ۷ اینچ) :::F 13fe: ۱۷٫۷۵ متر (۵۸ فوت)
- ارتفاع: ۳٫۵۰ متر (۱۱ فوت ۶ اینچ) :::F 13fe: ۳٫۶۰ متر (۱۲ فوت)
- مساحت بال‌ها: ۳۴٫۵۰ متر مربع (۳۷۱٫۴ فوت مربع) :::F 13fe: ۴۴ متر مربع (۴۷۴ فوت مربع)
- وزن خالی: ۹۵۱ کیلوگرم (۲٬۰۹۷ پوند) :::F 13fe: ۱٬۴۸۰ کیلوگرم (۳٬۲۶۳ پوند)
- بیشترین وزن برخاست: ۱٬۶۴۰ کیلوگرم (۳٬۶۱۶ پوند) :::F 13fe: ۲٬۳۱۸ کیلوگرم (۵٬۱۱۰ پوند)

طرح سه نمای یونکرس اف. ۱۳

- پیشرانه: ۱ عدد ۶ سیلندر. پیستونی خطی آب خنک مرسدس دی. ۳. آ، ۱۱۸ کیلووات (۱۵۸ اسب بخار)  :::F 13fe: 1 x ۲۲۸ کیلووات (۳۰۶ اسب بخار) یونکرس ال۵ ۶ سیلندر. پیستونی خطی آب خنک

عملکرد
- حداکثر سرعت: ۱۷۳ کیلومتر بر ساعت (۱۰۷ مایل بر ساعت، ۹۳ گره) :::F 13fe: ۱۹۸ کیلومتر بر ساعت (۱۲۳ مایل بر ساعت)
- سرعت کروز: ۱۶۰ کیلومتر بر ساعت (۹۹ مایل بر ساعت، ۸۶ گره) :::F 13fe: ۱۷۰ کیلومتر بر ساعت (۱۰۶ مایل بر ساعت)
- بُرد: ۱٬۴۰۰ کیلومتر (۸۷۰ مایل، ۷۶۰ مایل دریایی)
- حداکثر ارتفاع: ۵٬۰۰۰ متر (۱۶٬۰۰۰ فوت) :::F 13fe: ۵٬۰۹۰ متر (۱۶٬۶۹۹ فوت)
- نرخ صعود: ۲٫۴۰ متر بر ثانیه (۴۷۲ فوت بر دقیقه)
- توان به وزن|توان/جرم: 0.0712 kW/kg (0.0443 hp/lb)